# Estefanía Palomar
Estefanía Palomar (7 de enero de 2003, Formosa) es una futbolista argentina  que juega en el club Fluminense del Campeonato Brasileño de Fútbol Femenino y la selección femenina de fútbol de Argentina. Su posición en el campo de juego es delantera.

## Trayectoria
Palomar comenzó a jugar al futsal en el club formoseño Chacra 8. Se integró luego al equipo de futsal de Argentinos Juniors, recibiendo una convocatoria para actuar con el seleccionado juvenil de fútbol femenino de Argentina. 
En el año 2019 firmó contrato con el equipo de Boca Juniors.

## Selección nacional
Integró la Selección Sub-20 que disputó el Campeonato Sudamericano Femenino Sub-20 de 2022.
Así también fue parte del 
Selección Sub-20 que en ese mismo año disputó el torneo COTIF, obteniendo un segundo lugar. 
Recibió su primera convocatoria a la selección mayor en el año 2023, para disputar los encuentros frente a Venezuela el 6 y 9 de abril correspondientes a la fecha FIFA de dicho mes, aunque no sumó minutos en ambos partidos.

### Estadísticas
| Selección | Año   | Amistoso | Amistoso | Juegos Panamericanos | Juegos Panamericanos | Copa Oro | Copa Oro | Total | Total |
| Selección | Año   | PJ       | G        | PJ                   | G                    | PJ       | G        | PJ    | G     |
| --------- | ----- | -------- | -------- | -------------------- | -------------------- | -------- | -------- | ----- | ----- |
| Argentina |       |          |          |                      |                      |          |          |       |       |
| 2023      | —     | —        | 5        | 0                    | —                    | —        | 5        | 0     |       |
| 2024      | 1     | 1        | —        | —                    | 4                    | 0        | 5        | 1     |       |
| Total     | Total | 1        | 1        | 5                    | 0                    | 4        | 0        | 10    | 1     |

## Clubes
| Club               | País      | Año             |
| ------------------ | --------- | --------------- |
| Argentinos Juniors | Argentina | 2018 - 2019     |
| Boca Juniors       | Argentina | 2019 - 2024     |
| Fluminense         | Brasil    | 2025 - presente |

## Palmarés
| Título             | Club         | País      | Año     |
| ------------------ | ------------ | --------- | ------- |
| Primera División A | Boca Juniors | Argentina | 2020    |
| Primera División A | Boca Juniors | Argentina | Cl 2021 |
| Superfinal         | Boca Juniors | Argentina | 2021    |
| Primera División A | Boca Juniors | Argentina | 2022    |
| Primera División A | Boca Juniors | Argentina | 2023    |
| Copa de la Liga    | Boca Juniors | Argentina | 2023    |
| Copa Federal       | Boca Juniors | Argentina | 2023    |
| Primera División A | Boca Juniors | Argentina | Ap 2024 |